# صوفيا إيستمان
صوفيا إيستمان (بالإسبانية: Sofía Eastman)‏ هي كاتِبة وشاعرة تشيلية، ولدت في 27 يناير 1873 في فالبارايسو في تشيلي، وتوفيت في 26 أغسطس 1944.